# آرامگاه چهل دختران (تفت)

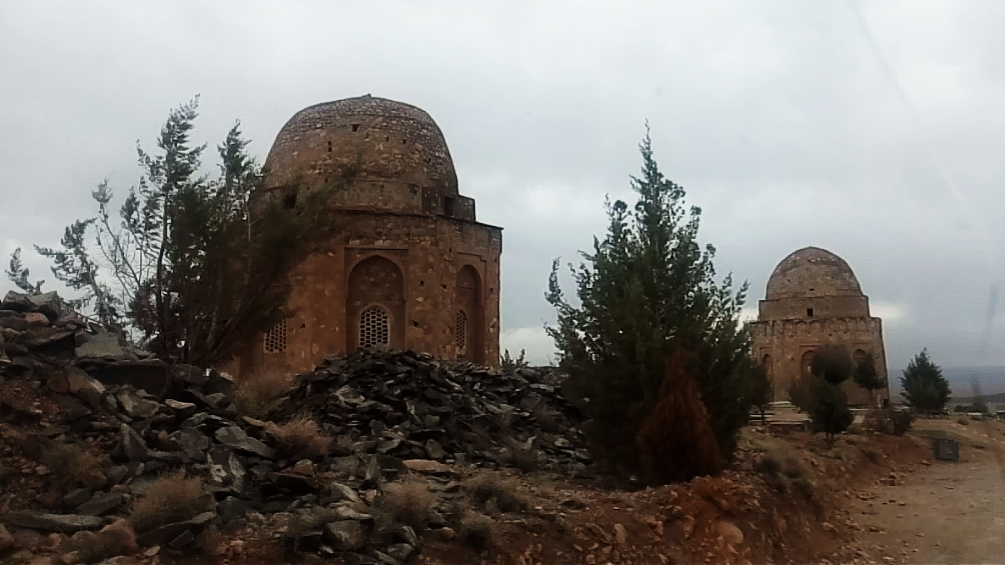
بقعه چهل دختر در کنار گنبد شیخ جنید

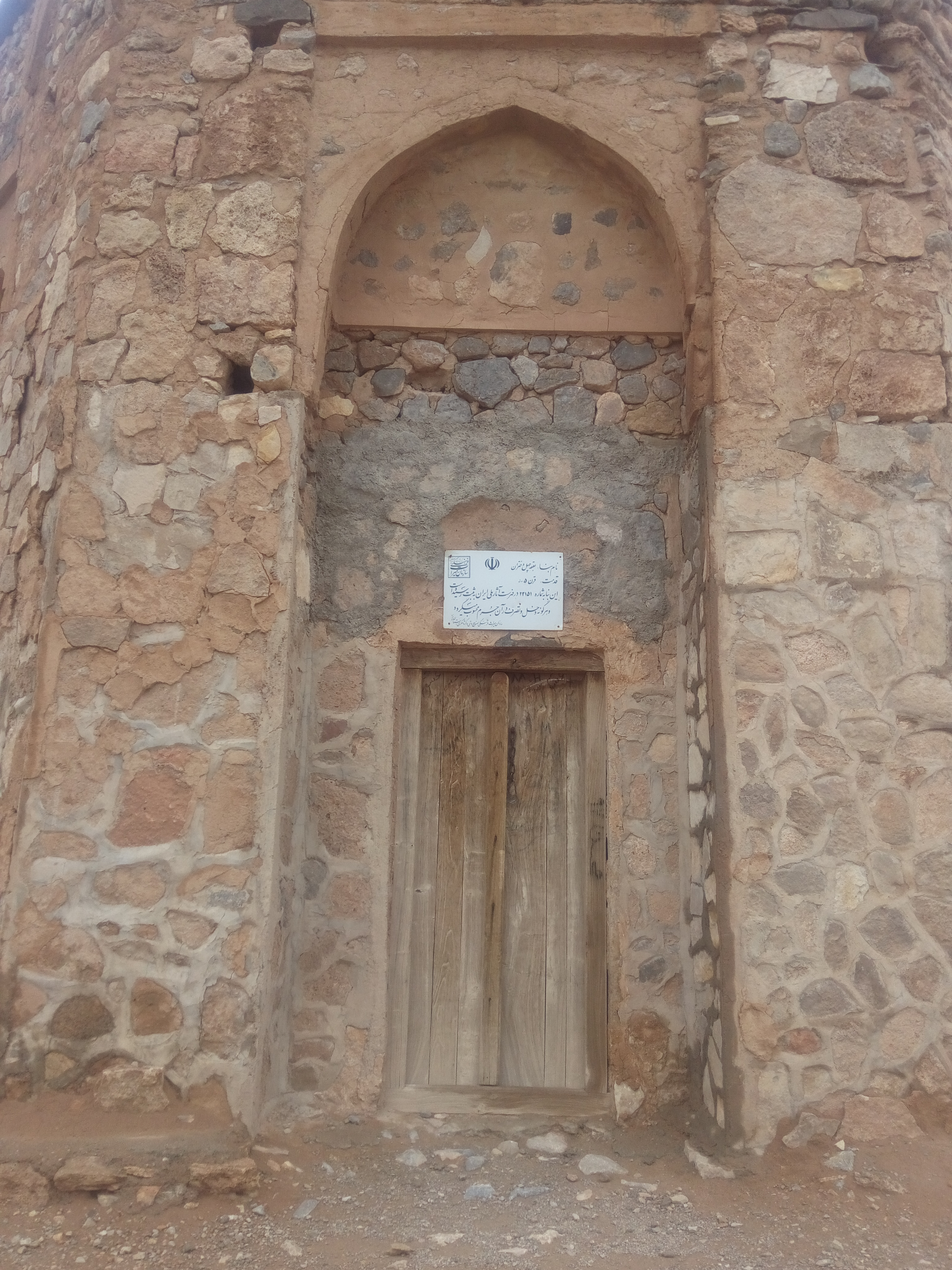
ورودی آرامگاه

بقعه چهل دختران مربوط به سدهٔ ۵ ه.ق است و در شهرستان تفت، بخش مرکزی، دهستان توران پشت، روستای توران پشت واقع شده و این اثر در تاریخ ۱۸ شهریور ۱۳۸۷ با شمارهٔ ثبت ۲۳۱۵۱ به‌عنوان یکی از آثار ملی ایران به ثبت رسیده است.